# Deraeocoris serenus
Deraeocoris serenus – gatunek pluskwiaka z podrzędu różnoskrzydłych, rodziny tasznikowatych (Miridae), rodzaju błyszczek (Deraeocoris) i podrodzaju Camptobrochis Fieber.

## Budowa ciała
Owad ma ciało długości od 3,5 do 4 mm o zmiennym ubarwieniu: od jasnego do ciemnobrązowego, często z plamami. Głowa najczęściej jasna i stosunkowo krótka. Przedplecze posiada wyraźną punktację.

## Biologia
Pluskwiak ten jest drapieżnikiem polującym na drobne owady i przebywa zwykle na ziemi u podstawy roślin zielnych. Zimuje jako owad dorosły.

## Występowanie
Występuje w Europie, w tym: Czechach, Słowacji, Rosji i na Ukrainie. Dotąd z Polski nie wykazany, lecz prawdopodobieństwo jego tu występowania jest wysokie.